# Stošíkovice na Louce
Stošíkovice na Louce là một làng thuộc huyện Znojmo, vùng Jihomoravský, Cộng hòa Séc.